# Parafia Niepokalanego Poczęcia Najświętszej Maryi Panny w Cieszacinie Wielkim
Parafia Niepokalanego Poczęcia Najświętszej Maryi Panny w Cieszacinie Wielkim – parafia rzymskokatolicka erygowana 8 grudnia 1999 r., znajdująca się w archidiecezji przemyskiej, w dekanacie Przeworsk II, prowadzona przez księży archidiecezjalnych.

## Historia
Skład parafii rzymskokatolickiej w Cieszacinie Wielkim, od początku erygowania parafii, tworzą miejscowości Cieszacin Wielki oraz Cieszacin Mały. Pierwotnie miejscowości te, należały do parafii w Zarzeczu już od 1430 r., jednakże miejscowość Cieszacin Mały na przestrzeni dziejów przynależała także do parafii kolegiackiej (farnej) w Jarosławiu. Ostatecznie powróciła do zarzeckiej parafii w I poł. XX w.
Inicjatywa powstania jednolitej miejscowości, wyszła ze strony mieszkańców Cieszacina Wielkiego w okresie powojennym. Sami mieszkańcy wraz z właścicielami Cieszacina Wielkiego, na przestrzeni wieków wykazywali się wieloma aktami pobożności m.in. fundacja przykościelnego przytułku dla potrzebujących w Zarzeczu, czy ofiary finansowe w celu wybudowania neoromańskiej świątyni w Zarzeczu przez Bolesława i Bronisławę Drohojowskich w końcu XIX w., konsekrowanej przez późniejszego kardynała bpa Albina Dunajewskiego, w obecności już dzisiaj świętego oraz patrona archidiecezji przemyskiej – bpa Józefa Sebastiana Pelczara w 1880 r.
Pierwsze nabożeństwa liturgiczne w Cieszacinie Wielkim były sprawowane na werandzie dworskiej posiadłości Drohojowskich od lata 1940 r. Inicjatywa kultu wyszła od mężczyzn pracujących przy budowie fortyfikacji wojskowych na granicy pomiędzy Cieszacinami w latach 1940–1944. Pierwsze Eucharystie co niedziele sprawował dla tzw. junaków, najpierw ks. Zygmunt Targosz, a później ks. Władysław Kokoszka i ks. Stanisław Przybyło. Na nabożeństwach gromadzili się oprócz pracowników także wszyscy mieszkańcy Cieszacina Wielkiego. Frekwencja zawsze wyniosła ponad 500 osób. Wraz z ukończeniem prac, zaprzestano także sprawowania Eucharystii.
Pierwsze korespondencyjne starania w kierunku utworzenia w Cieszacinie Wielkim wikariatu eksponowanego od parafii Zarzecze pochodzą z 1957 r.
Pogarszający się stan drewnianej kaplicy zrodził ideę, aby ewentualne pieniądze na jej gruntowny remont przeznaczyć na budowę nowego, większego kościoła. W tym czasie pojawiło się ponowne pragnienie usamodzielnienia się od zarzeckiej parafii i utworzenia niezależnej placówki, na której czele mógłby stać kapłan, stale zamieszkujący w miejscowości, zapewniając oczekiwaną posługę duszpasterską. Rada parafialna z Cieszacina Wielkiego uzyskała zgodę od proboszcza ks. Jana Klicha oraz dziekana o. Jana Bartnika, i rozpoczęto korespondencyjnie ubiegać się o zgodę na utworzenie parafii.
W 1997 r. mieszkańcy wsi w Cieszacinie Wielkim zaczęli zwracać się z prośbą do mieszkańców Cieszacina Małego, o przyłączenie się do inicjatywy utworzenia wspólnej parafii. Wymieniono wiele pism oraz opinii, pomiędzy mieszkańcami wiosek, a Kurią Metropolitalną. 27 lipca 1997 r. abp Józef Michalik ustanowił rektorat przy kościele Niepokalanego Poczęcia Najświętszej Maryi Panny w Cieszacinie Wielkim w parafii Zarzecze k/Jarosławia. 8 grudnia 1999 r. Rektorat w Cieszacinie Wielkim został przekształcony w samodzielną parafię.
| 1. | Ks. Stanisław Węglarz | (rektor kościoła 1997–1999), 1999–2001 |
| 2. | Ks. Robert Niemczyk   | 2001–2015                              |
| 3. | Ks. Jacek Czerkas     | 2015–2023                              |
| 4. | Ks. Tomasz Ruchała    | od 2023                                |

## Pierwszy (drewniany) kościół w Cieszacinie Wielkim
Zasugerowano, aby wydzielić z tego artykułu fragmenty do artykułu Kościół Niepokalanego Poczęcia Najświętszej Maryi Panny w Cieszacinie Wielkim.
Po sprawowanych liturgiach eucharystycznych przy dworze (1940–1944) oraz w tymczasowej kaplicy w Domu Gromadzkim (1944–1948), 8 października 1944 r., bp Franciszek Barda, zezwolił na budowę drewnianego kościoła w Cieszacinie Wielkim. W 1945 r., został powołany komitet społeczny, w celu budowy świątyni. Miejsce pod budowę ulokowano w samym centrum wsi, na terenie byłego dworskiego sadu, który w czasie Reformy Rolnej przypadł gromadzie Cieszacin, która przeznaczyła ten grunt pod mającą powstać kaplicę. Świątynia w stylu zakopiańskim według projektu ks. Władysława Luteckiego, została wybudowana w latach 1946–1948. Wymiary kościoła: długość 24 m, szerokość 8,5 m, wysokość 5 m.
17 grudnia 1948 r. bp Franciszek Barda podczas pierwszej mszy świętej poświęcił kościół. W uroczystości uczestniczyli jako diakon oraz subdiakon ks. Józef Hajduk i ks. Stanisław Przybyło. 19 grudnia 1948 r. przeniesiono z sali figurę Matki Bożej. Kościół otrzymał wezwanie Niepokalanego Poczęcia Najświętszej Maryi Panny z uwagi na pobliskie święto wypadające kilkanaście dni wcześniej. W latach 1948–1965 odprawiano tylko niedzielne msze święte, a od 1965 r. decyzją nowego proboszcza parafii Zarzecze, ks. Stanisława Gajeckiego, już odprawiano dwie msze święte tygodniowo.
W 1976 r., po raz pierwszy w Cieszacinie Wielkim, odbyły się Misje Święte prowadzone przez ks. prał. dra Franciszka Rząsę oraz odprawiana była liturgia Triduum Paschalnego, wraz z dekoracją Bożego Grobu i uroczystą rezurekcją.
W 1981 r. rozbudowano kaplicę oraz przeprowadzono jej gruntowny remont. Zburzono najpierw stare drewniane prezbiterium (20 m²), a następnie wybudowano nowe – murowane (30 m²). Stary neogotycki ołtarz znajdujący się w prezbiterium, zastąpiono nowym drewnianym ołtarzem spełniającym wymagania uchwał II Soboru Watykańskiego. Wystój wewnętrzny kaplicy został poświęcony 8 grudnia 1981 r. przez bpa Ignacego Tokarczuka.
W latach 1997–1999, kaplica była kościołem rektoralnym, zarządzanym przez rektora kościoła ks. Stanisława Węglarza. Od erygowania parafii Cieszacin Wielki, 8 grudnia 1999 r., kaplica stała się kościołem parafialnym nowo-powstałej parafii do 2007 r., gdy oddano do użytku nowy kościół w Cieszacinie Wielkim. 18 grudnia 2007 r., miało miejsce ostatnie nabożeństwo w drewnianej kaplicy. Ówczesny proboszcz parafii, ks. Robert Niemczyk, przytoczył historię opisywanej parafii oraz zarys wydarzeń, związanych z omawianą świątynią. Po zakończonej modlitwie, przeniesiono Najświętszy Sakrament do nowego kościoła parafialnego, gdzie sprawowano Najświętszą Liturgię. Ostatnim wymownym symbolem było zabicie gwoźdźmi wejścia do dawnego kościoła, kończąc tym samym oficjalne jego funkcjonowanie.

## Obecny kościół parafialny
Zasugerowano, aby wydzielić z tego artykułu fragmenty do artykułu Kościół Niepokalanego Poczęcia Najświętszej Maryi Panny w Cieszacinie Wielkim.

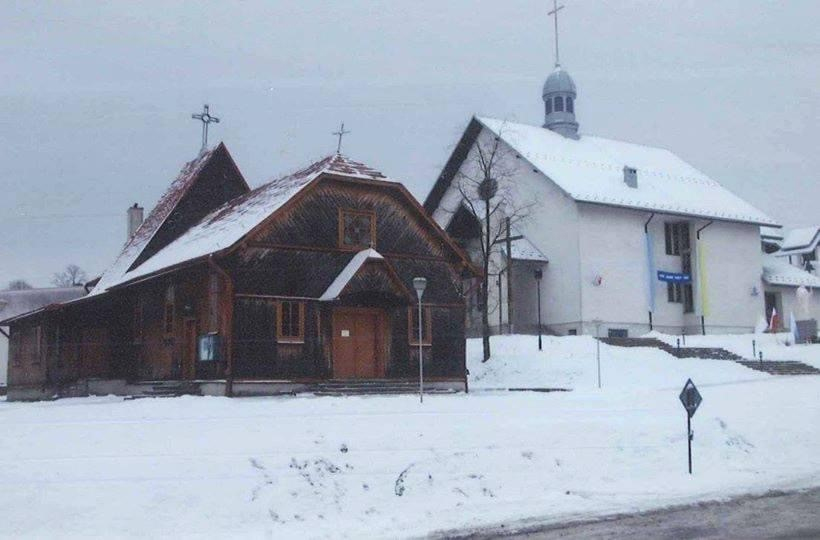
Stary i nowy kościół (15 grudnia 2007)

W październiku 1996 r. rada duszpasterska Cieszacina Wielkiego, podjęła decyzję o budowie nowego kościoła. 23 listopada 1996 r. abp Józef Michalik, zezwolił na utworzenie nowej kaplicy, a 26 kwietnia 1997 r., nastąpiło poświęcenie placu pod budowę mającego powstać kościoła, dokonane przez arcypasterza diecezji. Miesiąc później rozpoczęto przygotowywanie placu, wywożąc wówczas ok. 3500 przyczep ziemi.
Projekt kościoła w Cieszacinie Wielkim wykonał arch. Edward Makowski. Kierownikiem budowy został Władysław Winiarz. 23 maja 1998 r. rozpoczęto tyczenie placu pod fundamenty. 10 grudnia 1999 r. abp Józef Michalik, poświęcił kamień węgielny pochodzący z katakumb św. Sebastiana z Rzymu. 16 grudnia 2007 r. odbyła się uroczystość poświęcenia nowego kościoła parafialnego. Przewodniczył abp Józef Michalik, w obecności proboszcza, dziekana, księży rodaków oraz kapłanów z dekanatu.
Wiele ofiar przeznaczonych na budowę nowej świątyni, pochodziło z dożynek, opłatków, zabaw parafialnych, od Komitetu Budowy Kościoła, władz gminnych, samorządu wsi Cieszacin Wielki, Rady Parafialnej, od Koła Gospodyń, Straży Pożarnej, Dyrekcji Szkoły, od licznych sponsorów oraz mieszkańców parafii, którzy systematycznie ofiarowywali składki na rzecz budowy kościoła.

## Inne informacje
- W 1973 r. mieszkańcy Cieszacina Wielkiego zbudowali bez żadnych zezwoleń organów państwowych czy nadzoru budowlanego parterowy budynek przeznaczony wówczas na punkt katechetyczny, dzisiejsza plebania.
- W listopadzie 1974 r. w Cieszacinie Wielkim powstał cmentarz o powierzchni 0,552 ha, na którym spoczywa ponad 300 wiernych zmarłych.
- W 1976 po raz pierwszy w kościele w Cieszacinie Wielkim odbyły się Misje Święte prowadzone przez ks. prał. Franciszka Rząsę.
- 7 grudnia 1977 r. powstał poświęcony krzyż upamiętniający 600-lecie powstania diecezji przemyskiej. Krzyż poświęcił bp Tadeusz Błaszkiewicz.
- W 1985 r., został poświęcony dzwon o wadze 1000 kg, poświęcony ks. Jerzemu Popiełuszce, przez bpa Błaszkiewicza. Dzwon należy do jednego z pierwszych oraz najcięższych dzwonów poświęconych ks. Popiełuszce w Polsce.
- Aktualny stan parafii wynosi 1160 wiernych[12], a jej obecnym proboszczem od 2023 r. jest ks. Tomasz Ruchała.
- Przy cmentarzu komunalnym istnieje Kaplica Cmentarna, poświęcona w 2013 r. przez abpa Adama Szala.